# Metacatharsius tchadensis
Metacatharsius tchadensis là một loài bọ cánh cứng trong họ Bọ hung (Scarabaeidae).